# Kurt Roger
Kurt Roger (Wenen, 3 mei 1895 - Wenen, 4 augustus 1966) was een Oostenrijks-Amerikaanse componist.

## Biografie
Roger studeerde in Wenen bij Karl Weigl, Arnold Schönberg en Guido Adler. Van 1923 tot 1938 was hij als docent verbonden aan het Weense conservatorium. Na de annexatie van Oostenrijk in 1938 door het Duitse nazibewind, moest hij vanwege zijn Joodse achtergrond vluchten. Via Londen belandde hij in de Verenigde Staten. In New York gaf hij colleges over muziek. Ook in andere Amerikaanse steden werd hij een geziene gastdocent aan universiteiten. Hij werd populair met een serie radiovoordrachten over componisten  als Mahler en Bruckner.
Van 1939 tot 1953 woonde hij in New York, later in Washington.
Vanaf 1948 keerde hij regelmatig terug naar Europa. In Wenen en Salzburg gaf hij lezingen. In het cursusjaar 1964-1965 was hij als gasthoogleraar verbonden aan de Queen's University in Belfast, een stad waarmee hij zich via zijn Noord-Ierse echtgenote, de altvioliste Joy Forster, verbonden voelde. 
Roger overleed onverwacht tijdens een bezoek aan Wenen, een jaar nadat hij een hoge Oostenrijkse onderscheiding had gekregen.
Sinds 1990 bestaat er bij de Gesellschaft der Musikfreunde Wien een Kurt Roger Archiv.

## Muziek
Kurt Roger was leerling van Schönberg, maar volgde diens dodecafonie niet na. In een eigen tonale stijl schreef hij ruim honderd werken die pas de laatste tijd weer uitgevoerd worden. Tijdens zijn leven werd zijn oeuvre regelmatig gespeeld. Tot 1938 en na 1945 in Oostenrijk, maar ook in zijn nieuwe vaderland Amerika. Dirigenten als Rafael Kubelík, Erich Leinsdorf en Sir Charles Groves spanden zich voor Rogers muziek in. 
In 2009 verschenen twee cd's met orkest- en kamermuziek van de componist.

## Werken (selectie
Orkest
- Gotische Phantasie und Passacaglia, op. 26 (1936)
- Concertto Grosso no. 1 voor trompet, strijkers en pauken, op. 27 (1938)
- Ouverture Fortinbras, op. 45 (1944)
- Symfonie no. 1 in F gr.t., op. 52 (1946)
- Variaties op een thema van Richard Wagner, op. 65 (1951)
- Concerto Grosso no. 2 voor trombone, fluit, hobo, klarinet, slagwerk en strijkers, op. 71 (1951)
- Concert voor bastuba, pauken, triangel en strijkers, op. 91 (± 1956)
- Symfonie no. 2 voor kamerorkest, op. 102 (± 1962)
- Symfonie no. 3, op. 104 (± 1963)
- Concert voor twee hoorns, pauken en strijkers, op. 115 (1965)

Kamermuziek
- Strijkkwintet no. 1, op. 7 (1929/1930)
- Strijkkwartet no. 1, op. 9 (1931)
- Strijksextet, op. 10 (1932)
- Strijkkwartet no. 2, op. 11 (1932)
- Strijkkwartet no. 3, op. 16 (1934)
- Strijkkwartet no. 4 Divertimento, op. 33 (1937)
- Sonata da camera (cello en piano), op. 35 (1937)
- Irish Sonata, voor altviool en piano, opgedragen aan Joy Forster, op. 37 (1939)
- Suite voor blaaskwintet, op. 40 (1940)
- Strijktrio, op. 42 (1942)
- Vioolsonate, op. 44 (1944)
- variaties over O du lieber Augustin voor fluit, hobo, klarinet, viool, altviool en cello, op. 49 (1944)
- Partita voor cello en piano, op. 67 (1951)
- Pianotrio, op. 77 (1953)
- Phantasy Sonata, voor viola d'amore en piano, op. 95 (1957)
- Trio voor hoorn, viool en piano, op. 96 (1957)
- Strijkkwintet no. 2, op. 100 (1959-1960)
- Octet, variaties op een thema van Anton Bruckner, op. 108 (1963)
- Blaaskwintet, variaties op een thema van Gustav Mahler, op. 112 (1964)
- Trio voor piano, viool en altviool, op. 114 (1965)
- Klarinetkwintet, op. 116 (1966)

Liederen
- Eros, Lytische Suite voor sopraan of tenor en piano, op. 4 (1919-1922)
- Twee odes voor alt en kamerorkest, op. 6 (1922-1925)
- Drie liederen op tekst van Petöfi, op. 8 (1928)
- Drie liederen op tekst van Gottfried Keller, op. 19 (1935)
- Drie liederen op tekst van Hermann Hesse, op. 22 (1936)
- Drei Sonette für Altstimme und Klavier, op. 32 (1937)
- Drie liederen voor bariton en strijkkwartet, op. 34 (1937)
- Three American Poems, op tekst van Mary Brent Whiteside, op. 39 (1941)
- Three prayers in war time, op. 50 (1944)
- Three Irish Poems, dedicated to Joy Forster, op. 56 (1947)
- Japanische Blüten, op. 59 (1949)
- Three Love Odes voor bariton, harp en strijkkwartet, op. 72 (1952)
- The Watcher on the Tower, cantate voor sopraan, bariton, bas en strijkkwartet, op tekst van Madison J. Cawlin, op. 105 (1964)

Opera
- Die Frau Jephtas, op. 15 (1933-1934)

Piano
- Ballade, op. 17 (1934)
- Sonate, op. 43 (1943)
- Danssuite, op. 54 (1946)